# Цмокалюк Ісаак Миколайович
Цмокалюк Ісаак Миколайович (нар. 2 травня 1902, Березівка, Могилівський повіт, Подільська губернія — 1986) — радянський соціалістичний діяч, голова колгоспу села Березівка, Герой Соціалістичної праці.

## Життєпис
Народився 2 травня 1902 року в селі Березівка Могилівського повіту Подільської губернії (нині — Вінницька область). З 1932 року працював у колгоспі касиром. У 1939 році вступив до лав ВКП(б).
З початком німецько-радянської війни призваний командиром особливого батальйону у Ростовській області. В 1944 році був відізваний до України з розпорядженням для відновлення сільського господарства. В 1945 році обраний головою колгоспу імені Будьонного села Березівки.
За одержання високого врожаю 19 лютого 1948 року йому було присвоєно звання Героя Соціалістичної праці з врученням ордена Леніна і золотої медалі «Серп і молот».
У 1949 році став одним із засновників обласної спортивної організації «Колгоспна нива» («Колос»).
Помер Ісаак Миколайович у 1986 році.

## Нагороди
- Звання Героя Соціалістичної праці з врученням золотої медалі «Серп і молот» (16 лютого 1948);
- Ордени Леніна (16 лютого 1948, 26 лютого 1958);
- Медаль «За трудову доблесть» (21 грудня 1965);
- Орден Жовтневої революції (8 квітня 1971).